# 2014年文化遺產經典賽

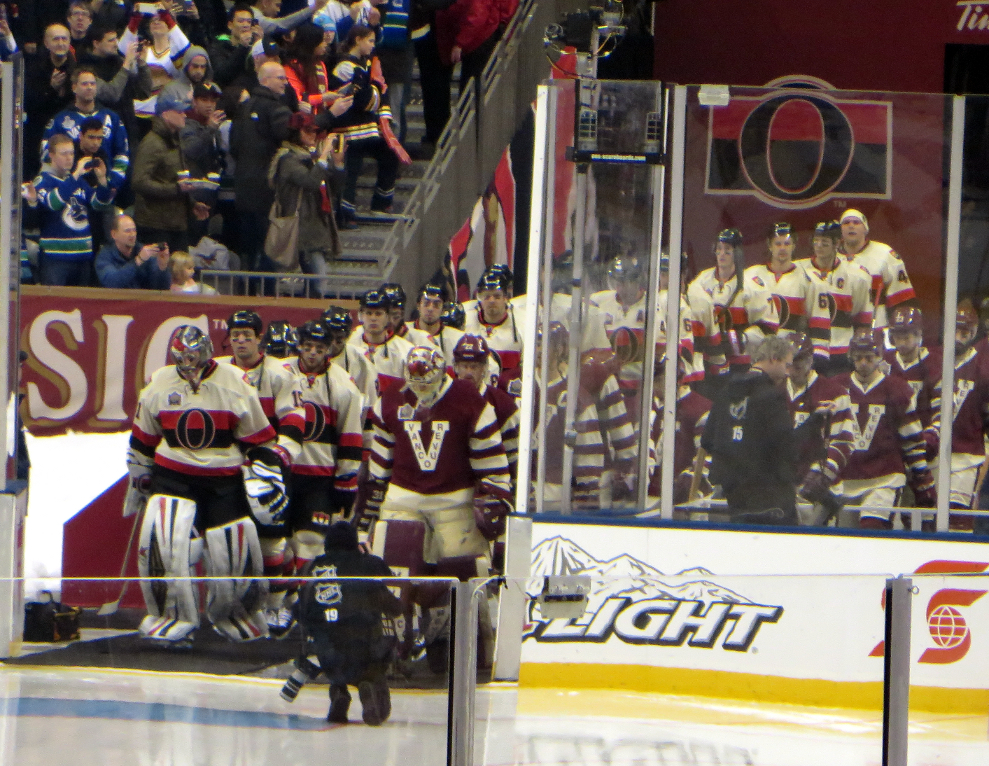
2014年文化遺產經典賽的入場式。左邊著「O」字隊服的係渥太華參議員，右邊著「V」字隊服是溫哥華加人。

2014年文化遺產經典賽是2014年3月2號在加拿大溫哥華卑詩大球場舉行的一場國家冰球聯賽文化遺產經典賽，由溫哥華加人主場迎戰渥太華參議員。最後溫哥華加人在一度領先兩球嘅情況下以2-4輸給渥太華參議員。為徂凸顯「文化遺產」爾個特色，對陣雙方特別推出徂參照二戰前的舊隊服設計的懷舊版隊服。